# Callipallene gabriellae
Callipallene gabriellae là một loài nhện biển trong họ Callipallenidae. Loài này thuộc chi Callipallene. Callipallene gabriellae được miêu tả khoa học năm 1948 bởi Correa.